# Lula (film)
Pour les articles homonymes, voir Lula (homonymie).
Pour plus de détails, voir Fiche technique et Distribution.
Lula est un film américain réalisé par Oliver Stone et sorti en 2024. Il s'agit d'un documentaire qui suit le parcours de l'ancien président brésilien Lula, de l'éclatement de l'Opération Lava Jato, en passant par l'élection présidentielle de 2022 et son retour au pouvoir en janvier 2023.
Lula est présenté au Festival de Cannes 2024.

## Fiche technique
Sauf indication contraire, les informations mentionnées dans cette section peuvent être confirmées par la base de données cinématographiques IMDb,  présente dans la section « Liens externes ».
- Titre original : Lula
- Réalisation : Oliver Stone, Rob Wilson
- Scénario : Alexis Chavez et Kurt Mattila
- Musique :
- Photographie :
- Montage :
- Production : Marcelo Bittencourt, Max Arvelaiz, Fernando Sulichin
- Producteurs délégués : Pedro Fida, Gabriel Ciriaco Lira
- Sociétés de production :
- Sociétés de distribution :
- Budget :
- Pays de production :  États-Unis,  Brésil
- Langue originale : anglais, portugais brésilien
- Format : couleur
- Genre : documentaire
- Durée : 90 minutes
- Dates de sortie : 19 mai 2024

## Distribution
- Luiz Inácio Lula da Silva
- Glenn Greenwald
- Oliver Stone : lui-même, le narrateur

## Distinctions
(en) Récompenses pour Lula sur l’Internet Movie Database